# 蔡安邦
蔡安邦（1958年12月26日—2019年5月25日），臺灣雲林北港人，台灣物理学者。日本東北大学教授，專業在準結晶。中央研究院院士。
台北工專（今國立臺北科技大學）畢業後，在日系企業擔任勤務的工作而來到日本。1994年，進行有關「準結晶的相關研究」而得到日本IBM科學獎獲獎。

## 簡歷
- 1985年，秋田大學礦山學部冶金學科畢業[1]
- 1990年，獲得東北大学金屬材料研究所工學博士。同年成為東北大學金屬材料研究所助手[1]
- 1993年，成為東北大学金属材料研究所助理教授[1]
- 1996年，擔任科学技術廳金屬材料技術研究所主任研究官
- 2001年，物質・材料研究機構グループディレクター
- 2004年，東北大学多元物質科学研究所教授

## 得獎經歷
- 1990年，日本金屬學會論文獎
- 1992年，日本金屬學會論文獎
- 1992年，日本金屬學會獎勵獎
- 1994年，日本IBM科學獎「準結晶的相關研究」
- 1999年，日本金屬學會功績獎
- 2014年，紫綬褒章
- 2018年，中央研究院院士

## 外部連結
- 東北大學多元物質科學研究所蔡研究室 （页面存档备份，存于）